# Šturm
Il missile controcarro sovietico 9K114 Šturm ha come nome in codice NATO AT-6 Spiral.
In servizio dal 1978 su elicotteri Mil Mi-24 'Hind È' ed 'F'. È stato il primo missile anticarro elilanciato a superare la velocità del suono.